# Тан Сяньцзу
Тан Сяньцзу́ (кит. трад. 湯顯祖, упр. 汤显祖, пиньинь Tāng Xiǎnzǔ, 24 сентября 1550 — 29 июля 1616) — выдающийся китайский драматург и поэт времён империи Мин.

## Биография
Тан Сяньцзу родился в семье учёных в уезде Линьчуань современной провинции Цзянси. Получил хорошее образование. В 1571 году сдал провинциальные экзамены. В 1577 и 1580 годах пытался сдать императорский экзамен, однако в результате конфликта с императорским секретарём Чжаном это ему не удалось. Лишь в 1583 году он успешно сдаёт императорский экзамен и получает звание цзиньши. Он получает должность в правительстве второй столицы тех времен — Нанкине. В 1591 году за противостояние коррупции его понижают в звании и отправляют в местечко Сучан. Наконец, Тан в 1598 году уходит в отставку. Он возвращается домой, начинает профессионально заниматься составлением пьес. Вокруг него формируется школа драматургии, которая в дальнейшем получила название «Линьчуаньской». Он умер там же 29 июля 1616 года.
Тан Сяньцзу считается одним из значимых драматургов Китая. Его даже называют «китайским Шекспиром», учитывая вклад Тан Сяньцзу в китайскую драматургию. Его пьесы воспевают естественные человеческие чувства, они направлены против неоконфуцианского рационализма. Стихи и ритмическая проза отмечены чертами новаторства. Он и его продолжатели (линьчуаньская школа) выдвигали на первый план человеческое чувство как творческий стимул, пренебрегали условностями поэтического канона.
Наиболее известными пьесами являются: «Пурпурная флейта» (1579 год), её переработка «Пурпурная шпилька» (1587 год) — о несчастной любви актрисы и знатного человека, «Пионовая беседка» (1598 год) — о силе любви, благодаря чему герой воскрешает умершую любимую. Также значимыми являются «Сон Нанькэ» (1600 год) и «Сон в Ханьдане» (1601 год).
Кроме того, был известен в качестве поэта, в настоящее время известно о 7 его поэмах, среди наиболее известной является «Четыре сна в зале Юй Мин».